# Saint-Juéry (Tarn)
 Saint-Juéry  es una población y comuna francesa, ubicada en la región de Mediodía-Pirineos, departamento de Tarn, en el distrito de Albi y cantón de Villefranche-d'Albigeois.

## Demografía
| 3913 | 5017 | 5943 | 6738 | 6730 | 6635 |
| Para los censos de 1962 a 1999 la población legal corresponde a la población sin duplicidades (Fuente: INSEE [Consultar]) |      |      |      |      |      |

Forma parte de la aglomeración urbana de Albi.